# Gregorianischer Choral

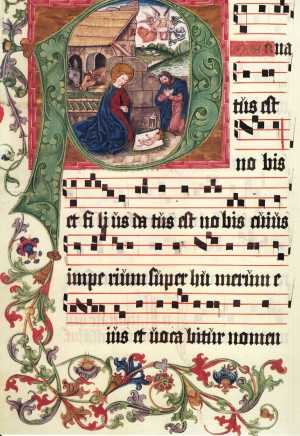
Der Weihnachts-Introitus Puer natus est in gregorianischer Quadratnotation. Choralbuch aus dem Klarissenkloster Bamberg (entstanden um 1500)

Gregorianischer Choral (lateinisch cantus choralis sive ecclesiasticus „chormäßiger oder kirchlicher Gesang“) oder gregorianischer Gesang (cantus gregorianus) ist ein einstimmiger, ursprünglich unbegleiteter liturgischer Gesang der abendländischen (mittel- und westeuropäischen) Kirche in lateinischer Sprache. Der Begriff wurde im 9. Jahrhundert erstmals verwendet. Bis dahin waren die Begriffe cantus Romanus und Cantilena Romana gebräuchlich. Als gesungenes Wort Gottes gilt er in der römisch-katholischen Kirche als ein wesentlicher Bestandteil der liturgischen Handlung.
Benannt ist der gregorianische Gesang nach Gregor dem Großen (540–604, Papst ab 590).
Das Kernrepertoire des gregorianischen Gesangs besteht aus dem Proprium und Ordinarium der heiligen Messe sowie dem Stundengebet. Die Gesänge der Messe stehen im Graduale (auch Choralbuch), die des Stundengebets im Antiphonale.
Mit Geschichte, Theorie und Praxis des gregorianischen Chorals befasst sich die Gregorianik.

## Entstehung

### Vorgeschichte
Die Bedeutung des liturgischen Gesanges für die frühchristliche Kirche wird aus den entsprechenden Textstellen im Neuen Testament abgeleitet. Dort wird unter anderem berichtet, Jesus habe mit seinen Jüngern beim Abendmahl einen Lobgesang angestimmt (siehe Mt 26,30  und Mk 14,26 ). Der Apostel Paulus von Tarsus forderte die frühchristlichen Gemeinden in Ephesos und Kolossai auf: „Lasst in eurer Mitte Psalmen, Hymnen und Lieder erklingen, wie der Geist sie eingibt. Singt und jubelt aus vollem Herzen zum Lob des Herrn!“ (Eph 5,19 ) und „Singt Gott in eurem Herzen Psalmen, Hymnen und Lieder, wie sie der Geist eingibt, denn ihr seid in Gottes Gnade“ (Kol 3,16 ). Im Neuen Testament sind Hymnen und liturgische Stücke aus dem Gottesdienst der frühen christlichen Gemeinden überliefert. Zu diesen Texten gehören die drei Cantica aus dem Lukasevangelium, nämlich Magnificat, Benedictus und Nunc dimittis. Beim Einzug in Jerusalem singen die Menschen das Hosanna-Lied (Mk 11,9–10 ). Aus den Paulusbriefen sind der Philipperhymnus sowie die Hymnen Eph 1,2–15  und Kol 1,15–20  zu nennen. Der Prolog des Johannesevangeliums ist als Lied gestaltet, in der Offenbarung des Johannes findet sich ein Christuslied in Offb 5,9–10 .
In den ersten christlichen Jahrhunderten entstanden unter den Einflüssen der jüdischen Ritualmusik einfache Melodien; deren Vortrag blieb meist auf Solisten beschränkt, die in der Lage waren, alle Verse eines Psalmes in einem Zug vorzutragen. Diese Gesänge waren meist syllabisch, es wurden vereinzelt aber auch schon Melismen verwendet. Am Ende des 4. Jahrhunderts begann die Gemeinde mit einfachen, kurzen Gesängen auf die solistischen Gesänge zu antworten (Responsorium). Mit der Entstehung von Mönchsorden gab es während der Gottesdienste viele Sänger, die die Psalmen auswendig kannten, so dass diese sich regelmäßig in zwei Chöre aufteilen konnten und abwechselnd sangen (Antiphon, vergleiche auch Neh 12,31 ).

### Papst Gregor der Große

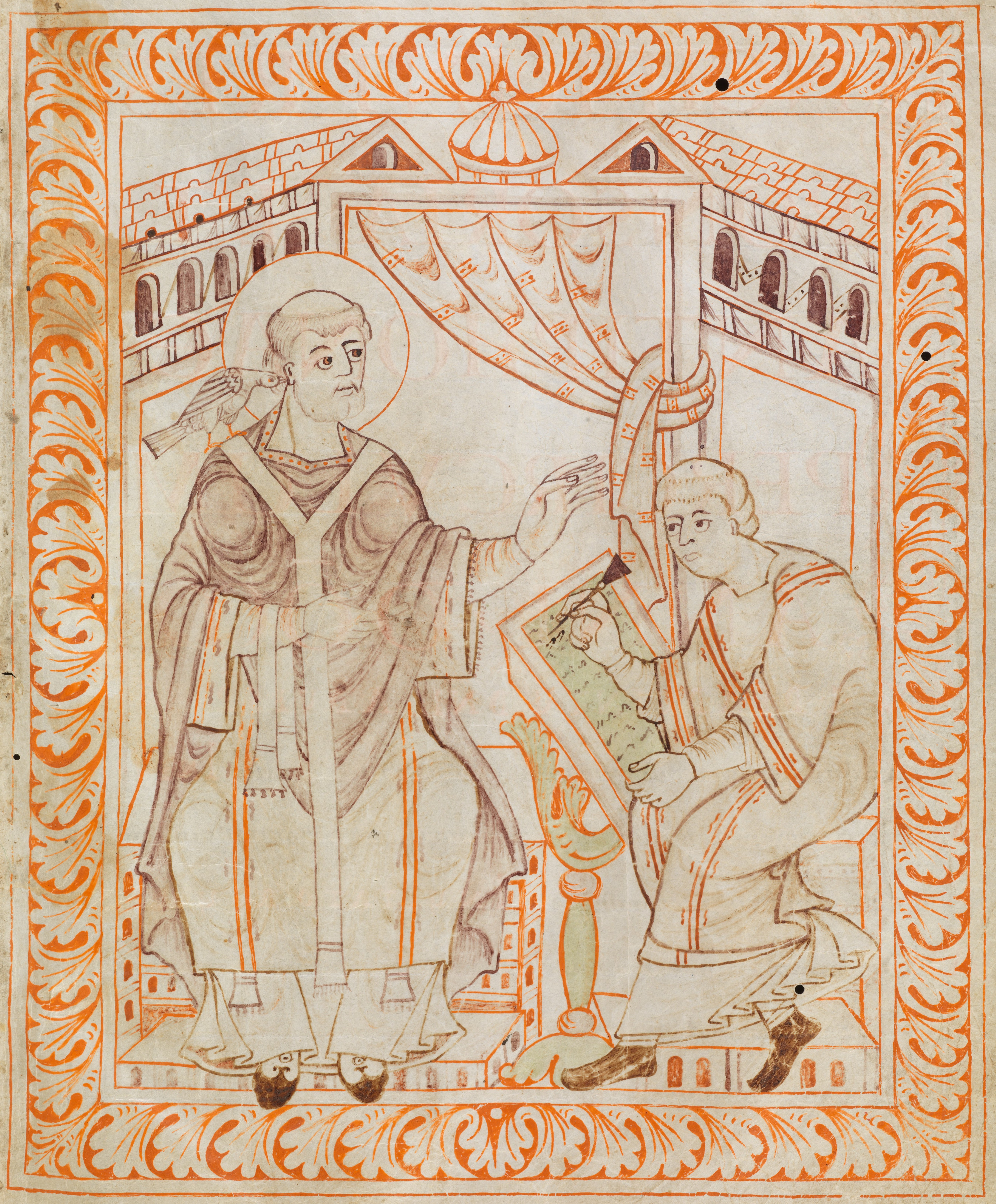
Gregor der Große diktiert seinem Notarius Petrus Diaconus den gregorianischen Gesang, der ihm vom Heiligen Geist (in Gestalt einer Taube) eingegeben wird. Auf der Wachstafel sind Neumen zu erkennen.
Darstellung um 1000 n. Chr.

Der gregorianische Choral ist nach Papst Gregor I. († 604) benannt, der auch Gregor der Große genannt wird. Ungefähr in seiner Zeit – erstmals dokumentarisch belegt gegen Ende des 7. Jahrhunderts – wurde in Rom die Schola cantorum gegründet, die für die Pflege und Weiterentwicklung der liturgischen Gesänge und des Repertoires von großer Bedeutung war. Sie sang zum Einzug des Klerus schließlich regelmäßig einen Introitus und zur Kommunion die Communio. Darüber hinaus wurden Gesänge für das Stundengebet, Hymnen und Gesänge für das Ordinarium komponiert; die Namen der Komponisten sind jedoch nicht überliefert.
Die angebliche Beziehung eines Papstes namens Gregor zu den später als gregorianisch bezeichneten Gesängen taucht schriftlich nachweisbar erstmals im zweiten Drittel des 9. Jahrhunderts im Prolog des Cantatoriums von Monza auf. Dort heißt es:

„GREGORIUS PRAESUL […] CONPOSUIT HUNC LIBELLUM MUSICAE ARTIS SCOLAE CANTORUM.“
„Praesul Gregor […] verfasste das nachfolgende Buch musikalischer Kunst für die Schola cantorum.“

Unklar ist allerdings, ob der Autor des Prologes, der sich auf ältere, verschollene Vorlagen stützen konnte, Gregor I. oder Gregor II. meinte und ob Praesul Gregor lediglich als Verfasser der textlichen Zusammenstellung oder auch als Komponist der musikalischen Fassung der Gesänge beschrieben wird. Letzteres stellte um 875 Johannes Diaconus in seiner Vita Gregorii als gegeben dar: Gregor I. sei der Autor der vom Heiligen Geist eingegebenen Stücke. Diese Biografie wurde weit verbreitet und oft abgeschrieben und kommentiert. Der Titel einer entsprechenden Handschrift des 11. Jahrhunderts heißt bezeichnenderweise De musica quomodo per beatum Gregorium fuit primitus inventa („Über die Musik und auf welche Weise sie vom seligen Gregor erstmals erfunden wurde“).
Nach übereinstimmender Meinung von Historikern und Musikwissenschaftlern kann Papst Gregor I. aber nicht als der Komponist oder Herausgeber dieser Stücke betrachtet werden. Seine Autorschaft wurde behauptet oder angenommen, um Gestalt, Repertoire und Melodien der römischen Liturgie – gestützt auf eine unbezweifelte geistliche Autorität – als göttlich gegeben festschreiben zu können. Gregor der Große selbst bestand dagegen keinesfalls auf einer Vorbildfunktion irgendwelcher Liturgien seiner Zeit. In einem Brief an seinen angelsächsischen Missionar Augustinus von Canterbury schrieb er: „Aber magst Du in der römischen, gallischen oder einer andern Kirche etwas gefunden haben, was dem allmächtigen Gott besonders gefallen kann, so ist es mir recht; wähle sorgfältig aus und führe in der englischen Kirche, welche erst neubegründet im Glauben ist, das Beste ein, was Du von vielen Kirchen zusammenbringen konntest.“

### Entstehung der Melodien

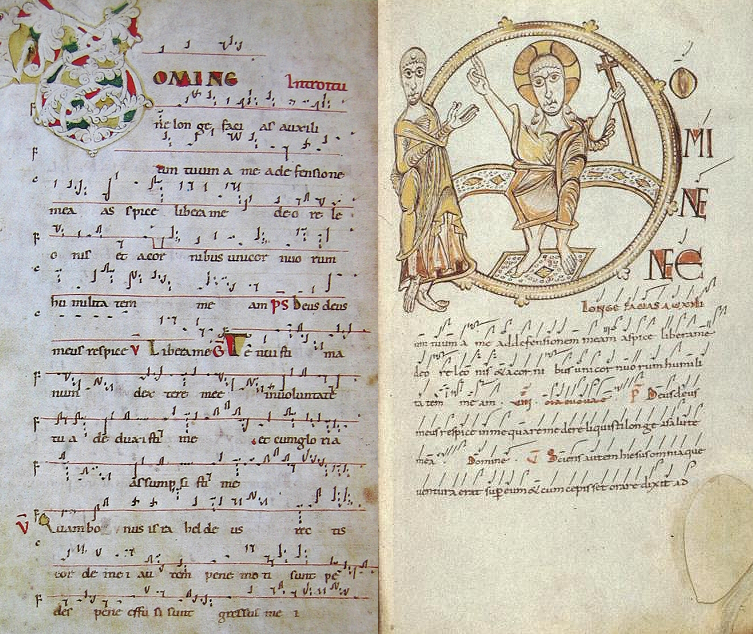
Introitusmelodien zum selben Text aus Psalm 21 (22), links altrömisch, rechts gregorianisch, aufgeschrieben in der ersten Hälfte des 11. Jahrhunderts

In der Musikwissenschaft werden vor allem vier Theorien zur Entstehung der Melodien diskutiert, wobei es stets auch um die Unterscheidung und Definition von altrömischem und gregorianischem Repertoire geht:
1. Der gregorianische Gesang entstand zwischen 650 und 680 in Rom unter Papst Vitalian († 27. Januar 672) aus oder neben dem altrömischen Gesang,[22] wobei der zunächst ordo cantorum genannten päpstlichen Schola cantorum eine führende Rolle zugesprochen wird.[23] Diese These wurde von Bruno Stäblein und seinen Schülern vertreten.[22]
2. Der gregorianische Gesang entstand nördlich der Alpen nach 754 im Zuge der karolingischen Liturgiereform unter Pippin dem Jüngeren durch eine Umformung des aus Rom ins Frankenreich überbrachten altrömischen Gesangs,[19] möglicherweise unter Einschluss von Merkmalen des ersetzten gallikanischen Gesangs. Dabei kann Bischof Chrodegang in Metz eine zentrale Rolle gespielt haben.[24] Diese These wurde von Helmut Hucke als Gegenthese zu der vorgenannten aufgestellt und vertreten. Sie wird heute im Vergleich mit der These von Stäblein als die wahrscheinlichere angesehen.[22]
3. Der Kern des gregorianischen Repertoires entstand in Rom unter Vitalian und wurde nach 754 nördlich der Alpen zu einem umfangreicheren Repertoire erweitert.[25]
4. Der gregorianische Gesang entstand in Rom und hat sich dort bis zur Mitte des 8. Jahrhunderts als Repertoire gefestigt. Er wurde ins Frankenreich übernommen und dort weitestgehend unverändert tradiert. In Rom dagegen gelang dies weniger, was die im 11. Jahrhundert notierten Fassungen des altrömischen Gesangs zeigen.[26]

Sicher erscheint, dass die Form der gesungenen Liturgie, die cantus (lateinischer Singular für Gesang) genannt wurde, im Wesentlichen aus Rom stammt, wo sie zwischen dem 4. und dem frühen 8. Jahrhundert nach und nach geschaffen wurde. Die Vorgeschichte der altrömischen und gregorianischen Melodien, die cantūs (lateinischer Plural für Gesänge) genannt wurden, ist jedoch weitgehend unbekannt, und es sind keine originalen Melodien aus deren Vorzeit überliefert, da diese nur mündlich tradiert wurden. Mit gemeinsamen Wurzeln in der frühchristlichen Musik weisen das altrömische Repertoire und der gregorianische Choral jedoch eine Reihe von Parallelen und Ähnlichkeiten zu den entsprechenden Formen und der Praxis der frühen byzantinischen Musik auf.
Die Traditionen des gallikanischen und des mozarabischen Gesangs wurden von dem bei Karl dem Großen cantus Romanus genannten gregorianischen Choral verdrängt. Allein der Ambrosianische Gesang konnte sich daneben bis heute erhalten.

### Verschriftung der Melodien

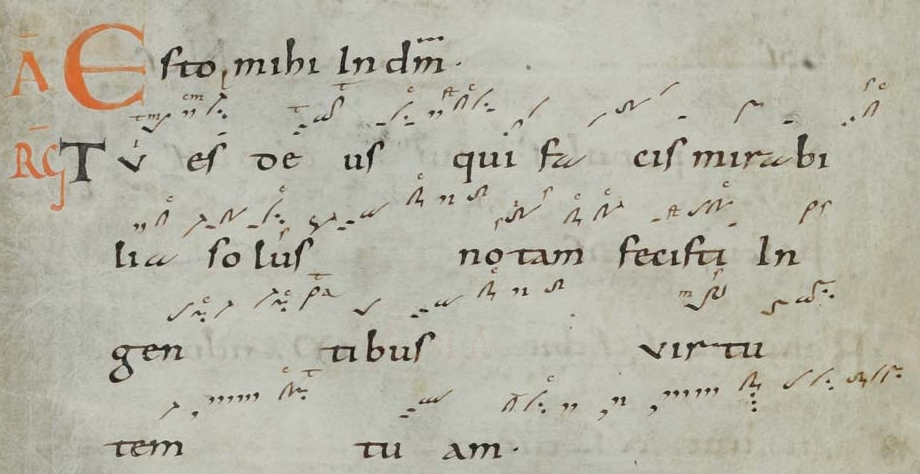
Beginn des Graduales Tu es Deus aus dem Codex Sangallensis 359, geschrieben nach 922 n. Chr. Akzentnotation mit vielen litterae significativae

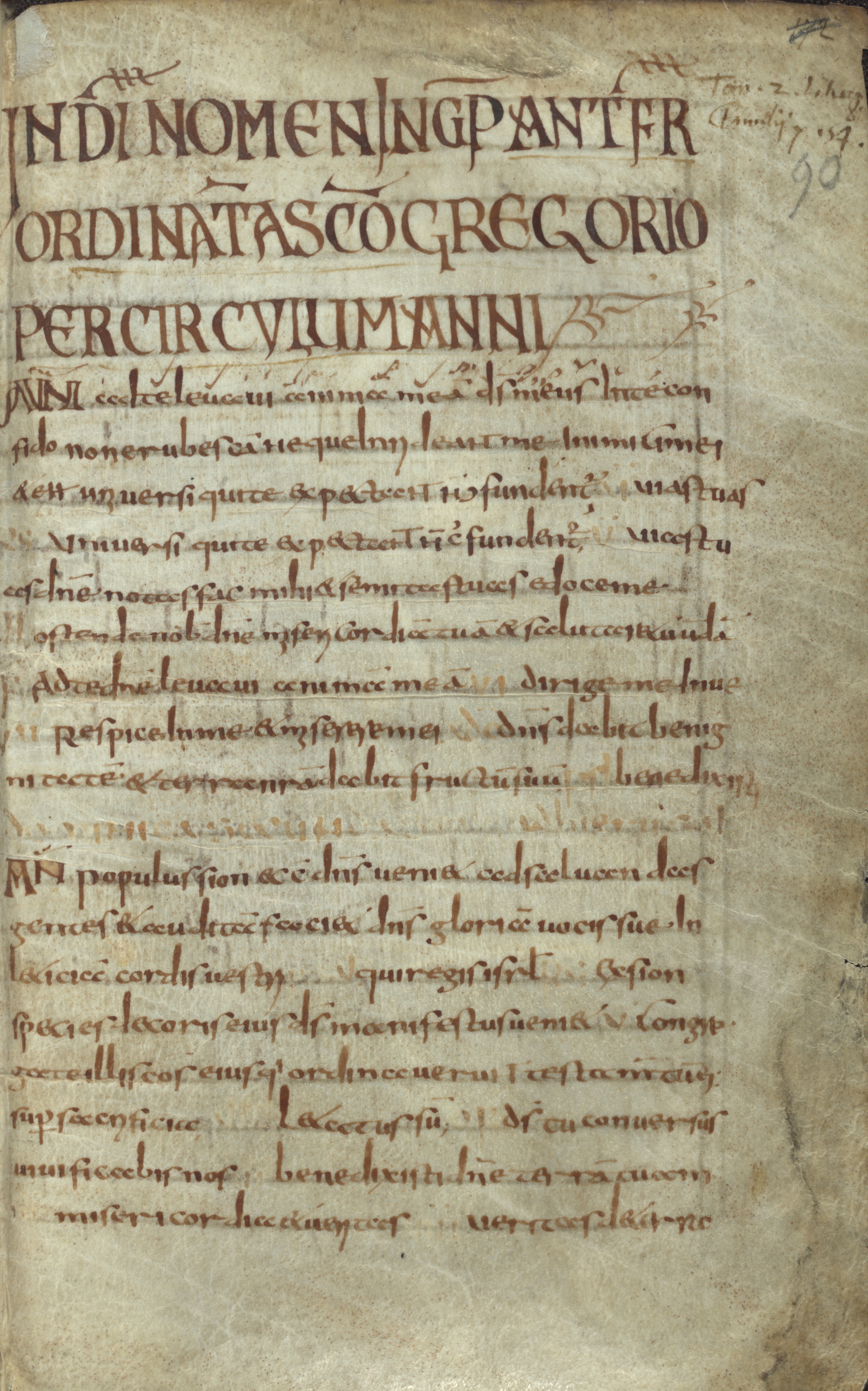
Erste Seite des neumenlosen Graduales von Mont-Blandin (um 800), das sich in der Überschrift auf den hl. Gregor bezieht:
„In Dei nomen incipit Antifonarium ordinatum a Sancto Gregorio per circulum anni“ In Gottes Namen beginnt das Gesangbuch in der Ordnung des Heiligen Gregorius durch den Jahreskreis.

Die Sorge um das Weiterbestehen der heilswirksamen Art, die cantus zu singen, führte in mehreren Schritten zur Verschriftung. Ab der "Admonitio Generalis" Karls des Großen im Jahre 789 entstanden Messtextsammlungen. Dort sind die Texte noch ohne Noten oder Neumen in der liturgischen Reihenfolge niedergeschrieben, gelegentlich mit Tonarten versehen. René-Jean Hesbert stellte 1935 die 6 wichtigsten, nämlich
- M: das Cantatorium von Monza, ca. 830
- R: das Graduale von Rheinau, ca. 800
- B: das Graduale von Mont-Blandin, 790/800
- C: das Graduale von Compiègne, ca. 850
- K: das Graduale von Corbie, nach 853
- S: das Graduale von Senlis, 880

in seinem Antiphonale missarum sextuplex gegenüber, um die Stabilität bezüglich der Verbreitung im Zeitraum 800-ca. 880 darzustellen.
Ab dem 9. Jahrhundert werden die Gesangstexte mit Zeichen versehen. Die Zeichen sollten konservieren, was bei der mündlichen Tradierung verloren zu gehen drohte. Diese teilweise aus der Rhetorik übertragenen, teilweise mit den Dirigierbewegungen des Kantors verbundenen Neumen (Winke), ermöglichten es einem kundigen Sänger, eine in ihrer melodischen Gestalt bereits durch Vor- und Nachsingen erlernte Melodie mit allen Nuancen ins Gedächtnis zurückzurufen und vorzutragen. Diese frühe Akzentnotation, die in
St. Gallen und in Metz ihre bedeutendste Ausprägung erhielt, war adiastematisch, das heißt, sie zeigte keine durchgängigen Tonhöhenverhältnisse an. Ihr Anliegen war vielmehr, den Ausdruck des gesungenen Textes sicherzustellen. Daher wurden die eigentlichen, als Tonzeichen gedachten Neumen noch ergänzt durch Abkürzungen von Hinweisen, die sich zum Beispiel auf Dynamik und Tempo bezogen. Häufig verwendete litterae significativae sind c für celeriter (schnell), e für equaliter (gleich, eben), f für fremitus, frangor, frendor (Krachen, Getöse = kräftig, laut, geräuschvoll), m für mediocriter (gering, nur ein wenig, mäßig), p für pressim oder cum pressione (mit Nachdruck), st für statim (sofort, rasch anschließen), t für tenere (halten) und x für expectare (warten). Auch eine Vielzahl unterschiedlich gestalteter Einzeltonneumen und Gruppenneumen ließen es zu, die Singeweise und den Ausdruck ganz in den Dienst des cantando praedicare, des singend Verkündens, zu stellen.
Am bedeutsamsten ist einerseits die St. Galler Notation, die sich in zahlreichen Codices findet. Als älteste Quellen sind für Gradualia, Alleluia und Tracten das Cantatorium (Codex Sangallensis 359) sowie für Introiten, Offertorien, Communiones der Codex Einsidlensis 121 zu nennen. Deutlich unterschiedlich ist die Metzer bzw. lothringische Notation die uns nur im Antiphonale missarum Sancti Gregorii (Codex 239 Laon, 9./10. Jhd.) überliefert ist.
Der Aufbau des Codex Einsidlensis 121 führt bezüglich des Aufbaus die im Antiphonale missarum sextuplex dargestellte Tradition fort.
Die Niederschriften der Melodien in unterschiedlichen Skriptorien unterschiedlicher Provenienz während des 9. und 10. Jahrhunderts erscheinen trotz unterschiedlicher Schreibweisen der Neumen und trotz gelegentlicher Abweichungen sehr einheitlich. Das setzt voraus, dass die mündliche Tradition einheitliche Fassungen weitergegeben hat. Diskutiert wird auch, ob den Schreibern ein schriftlicher, inzwischen verschollener Archetypus vorgelegen habe.
Im Laufe von wenigen Jahrhunderten erfuhr diese Akzentnotation einen grundsätzlichen Wandel hin zu diastematischen Notationen, die den bisher angestrebten Ausdruck immer weniger erfassten, aber eine möglichst genaue Wiedergabe der Tonhöhen ermöglichten. Guido von Arezzo erfand ausgehend von der Dasia-Notation um 1025 das Vier-Linien-System im Terzabstand mit zwei Notenschlüsseln (F- und C-Schlüssel). Dieses System verwendete auch die Quadratnotation.

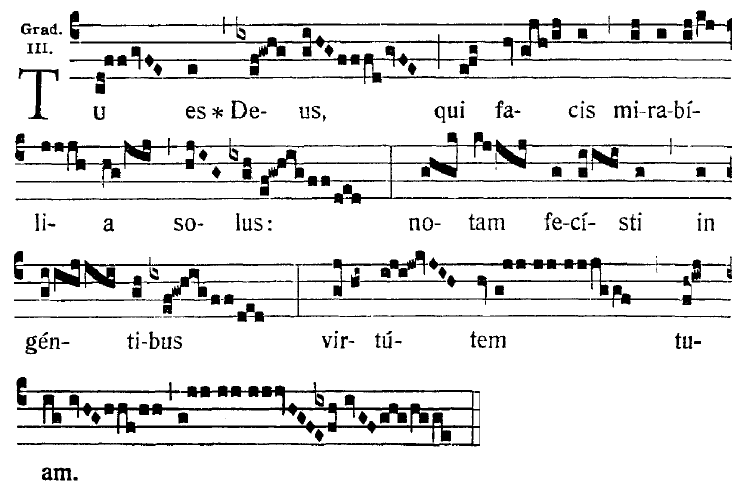
Beginn des Graduales Tu es Deus in Quadratnotation von 1908

Auf dem Weg zur genauen Tonhöhe erfuhren manche Melodien Veränderungen, wenn sie entgegen der Moduslehre Töne enthielten, die in der Notation mit Notenlinien nicht darstellbar waren, wie beispielsweise der Ton e♭, oder wenn sie im Modus wechselten. Manchmal wurden ganze Melodieabschnitte wegen vermeintlich falscher Lage von Halbtonschritten transponiert. Parallelstellen in verschiedenen Melodien wurden einander angeglichen. Die Tendenz, den Rhythmus und die Dynamik einzuebnen und nahezu alle Töne einer Melodie gleich lang und laut zu singen, nahm den gregorianischen Melodien ihre vom Wort bestimmte freie Rhythmik und ihre Dynamik und damit ihre überzeugende theologische Aussagekraft. Der Endpunkt dieser Entwicklung führte zur äqualistischen Aufführungspraxis, bei der alle Noten gleich lang gesungen werden. Sie wurde begünstigt durch die technischen Beschränkungen der frühen Notendrucke, die dazu führten, dass viele Details im Notenbild nicht dargestellt werden konnten.

## Musikalische Merkmale

### Tonsystem
Die Melodien des gregorianischen Gesangs basieren im Wesentlichen auf heptatonisch-diatonischen Tonskalen, die im Mittelalter pythagoreisch definiert wurden. Eine maßgebliche Beschreibung des Tonsystems befindet sich im um 1025 verfassten musiktheoretischen Micrologus Guido von Arezzos, welcher seinen Schülern die Arbeit mit dem Monochord empfiehlt.

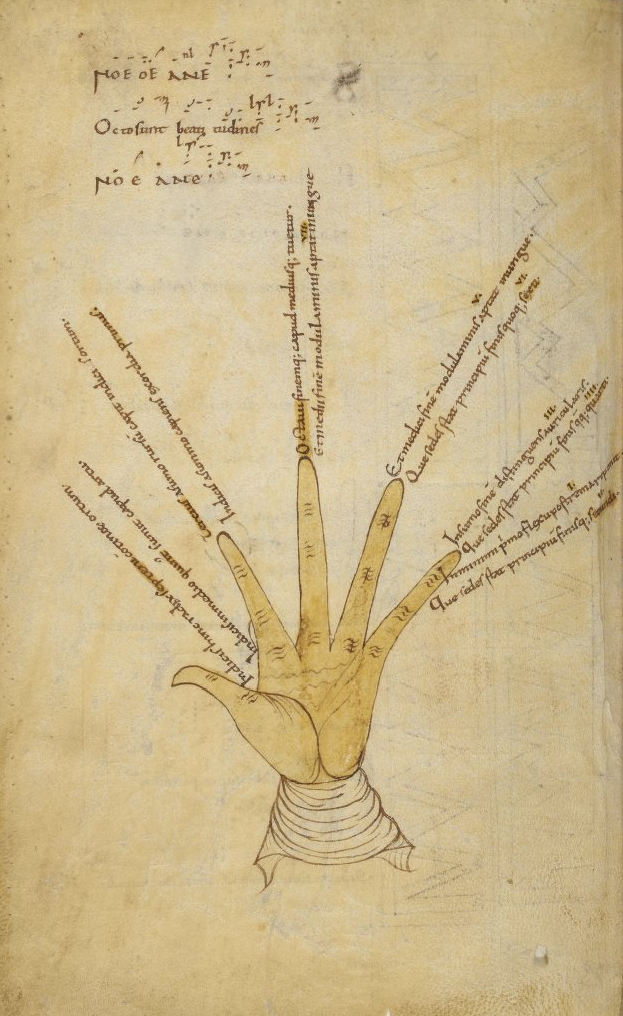
Die Hand als Hilfsmittel beim Erlernen der Modi, oben die Namen von Noenoeane-Formeln

### Modalität
Rückblickend und vereinfacht ausgedrückt bedeutet Modalität die Verwendung der acht Kirchentonarten (Modi). Als vorrangiges Ordnungsprinzip wurde jedoch das Hexachordsystem (von griechisch hexa „sechs“) betrachtet, der siebte Ton zur Vervollständigung der Oktave hatte noch wenig Bedeutung. Tonnamen wiederkehrend in jeder Oktave mit gleichen Buchstaben zu verwenden, war etwas Neues.
Die verschiedenen Modi sind je nach zeitlicher Zuordnung nicht nur als Tongeschlechter oder Tonleitern zu sehen, ihnen waren auch bestimmte Melodieformen und rhythmische Aspekte eigen. Bestimmte Töne wie Finalis, Confinalis und Repercussa haben, abhängig vom Modus, unterschiedliche und vorrangige Bedeutung. Manche der Modi weisen auch byzantinischen Charakter oder byzantinische Einflüsse auf.
Seit dem Mittelalter wurde auch immer wieder das Ethos der Modi diskutiert, nach welchem die verschiedenen Modi wegen ihrer erkennbaren Eigenarten teilweise gehäuft für bestimmte Ausdrucksformen oder Zeiten im Kirchenjahr eingesetzt werden.

### Zeitliche Einordnung
Das älteste erhaltene Zeugnis für die Verwendung des Systems der acht Modi (Kirchentonarten) bei der tonartlichen Ordnung des gregorianischen Gesangs ist das wahrscheinlich kurz vor 800 verfasste Tonar von Centula/Saint-Riquier, dem weitere folgten. Die hier verwendeten frühmittelalterlichen Begriffe für die Modi sind ebenfalls aufgeführt in dem zeitnah entstandenen kurzen karolingischen Traktat Musica Albini (auch überliefert als De octo tonis). Dieser Text wurde im Mittelalter vielfach kopiert, u. a. in der um 850 von Aurelian Reomensis verfassten musiktheoretischen Schrift Musica Disciplina.

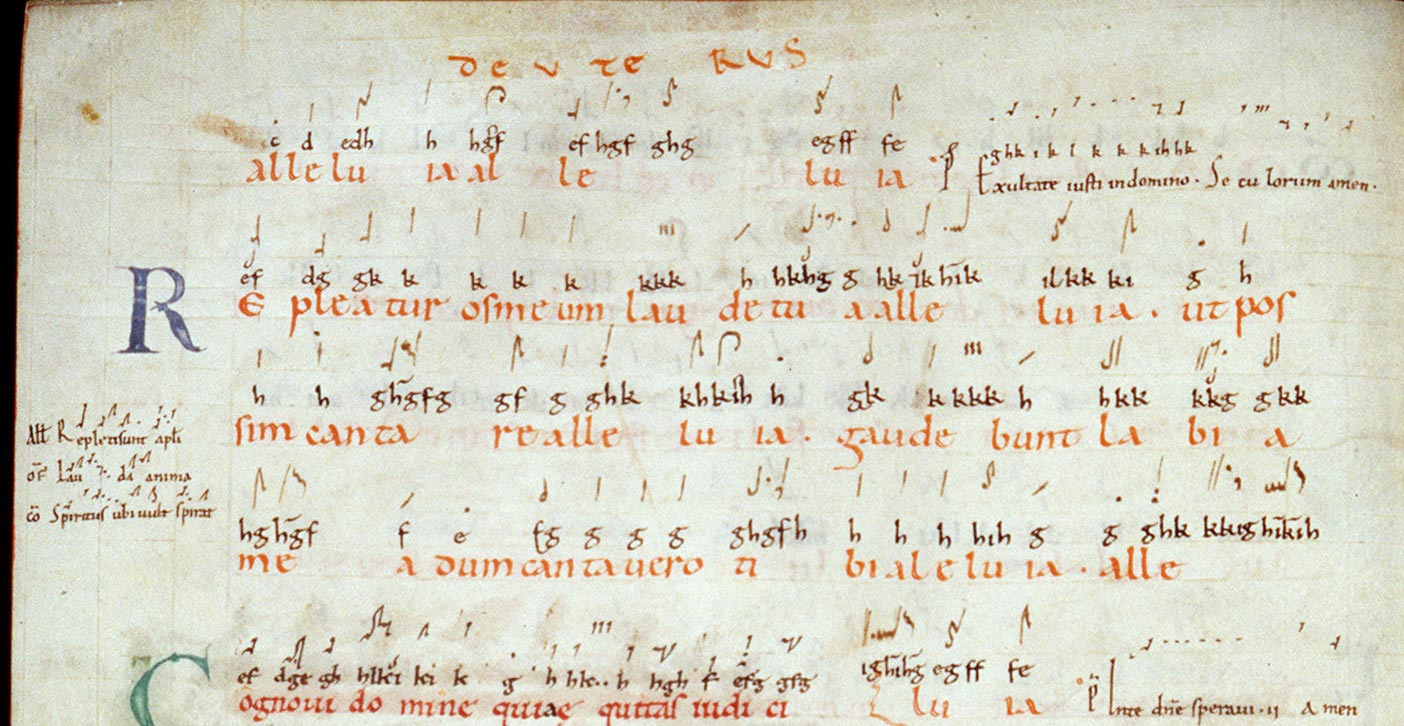
Darstellung des Deuterus (III. Modus) mit französischen Neumen und den Tonbuchstaben a bis p

Bei den Untersuchungen, die vermehrt zwischen dem 10. und dem 12. Jahrhundert durchgeführt wurden, wurde die Boethiussche Monochordlehre auf die Modalitätslehre, die Oktoechoslehre, angewandt und dieser entsprechend verändert. Dabei wurden zweierlei Systeme von Tonbuchstaben verwendet:
|   | a | b | c | d | e | f | g | h | i | i | k | l | m | n | o | p |
| Γ | A | B | C | D | E | F | G | a | ♭ | ♮ | c | d | e | f | g | a |

### Form
Der gregorianische Gesang ist ein einstimmiger Solo- oder Chorgesang mit rhythmischer und dynamischer Differenzierung und mit formaler Gliederung in Phrasen und Perioden gemäß der Struktur des jeweiligen Textes. Ein festes Metrum und eine absolute Tonhöhe sind nicht vorgegeben.
Es lassen sich drei Vertonungsstile unterscheiden:
- Im syllabischen Stil (von lateinisch syllaba ‚Silbe‘) steht größtenteils nur ein Ton über einer Textsilbe; er wird verwendet bei einfachen Gesängen, die vom ganzen Konvent oder der Gemeinde gesungen werden wie die Hymnen im Chorgebet oder Gloria, Credo und Sequenz in der heiligen Messe.
- Gesänge im oligotonischen Stil (von altgriechisch ὀλίγος oligos, deutsch ‚wenig‘) sind schwieriger zu singen und der Schola vorbehalten; über einer Silbe stehen Einzeltöne oder kürzere Tongruppen. Man findet sie bei den Begleitgesängen des Messpropriums (Introitus, Offertorium, Communio) und in den feierlichen Formen von Hymnen und Antiphonen im Stundengebet.
- Der schwierigste und anspruchsvollste Stil ist der melismatische Stil (von altgriechisch μέλος melos, deutsch ‚Lied, Weise, Gesang‘), bei dem mehrere Tongruppen über einer Silbe stehen können. In diesem Stil werden diejenigen Gesänge von Solisten oder der Schola gesungen, die nicht liturgische Begleitgesänge, sondern selbst liturgisches Geschehen sind, wie der Antwortgesang des Graduale, das Alleluia oder der Tractus.

Grundlage des gregorianischen Gesangs ist die Psalmodie beziehungsweise das liturgische Rezitativ. Die wichtigsten Formen sind Antiphon und Responsorium. Die Texte des gregorianischen Gesangs sind fast ausschließlich der Bibel, teilweise aber auch den Apokryphen entnommen und bestehen zu einem großen Teil aus Psalmversen.
Lediglich die melismatischen Alleluja-Melodien lösen sich mit dem Jubilus auf dem Schlussvokal des Alleluia von der sonst üblichen Gebundenheit an den Text und bilden melodiae longissimae, von den mündlich Lernenden als überlang empfundene Melodien.

## Singen und Lernen der gregorianischen Melodien

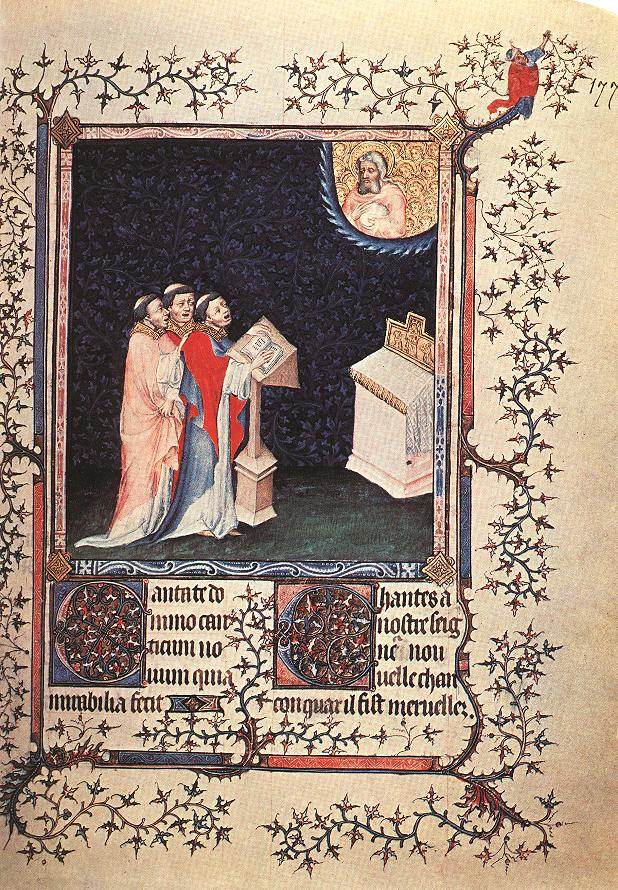
Cantate Domino canticum novum („Singet dem Herrn ein neues Lied“). Illustration zu Psalm 97 (98),1 (um 1400)

Das gesungene Lob Gottes, Laus Dei, hatte im klerikalen und im klösterlichen Leben des Mittelalters den höchsten Stellenwert.

„Im Psalmengesang oder im Gotteslob bereiten wir Gott den Weg, den er mit jenen wunderbaren Mysterien seiner Offenbarung zu uns zu kommen wünscht.“

Kleriker und Mönche widmeten viele Stunden des Tages und der Nacht dem Singen der Liturgie. Daher wurde das Singen des gregorianischen Chorals im Unterricht der verschiedenen mittelalterlichen Schultypen gelehrt und auch in theoretischen Schriften behandelt. Zu dem reichlichen Singen im Gottesdienst kam also noch das als quälend beschriebene Erlernen der Melodien – zunächst über Jahrhunderte hinweg nach der Viva-voce-Methode des Vor- und Nachsingens. Für das Lernen und Memorieren des gesamten Gesangsrepertoires setzte man danach etwa zehn Jahre des Übens an.

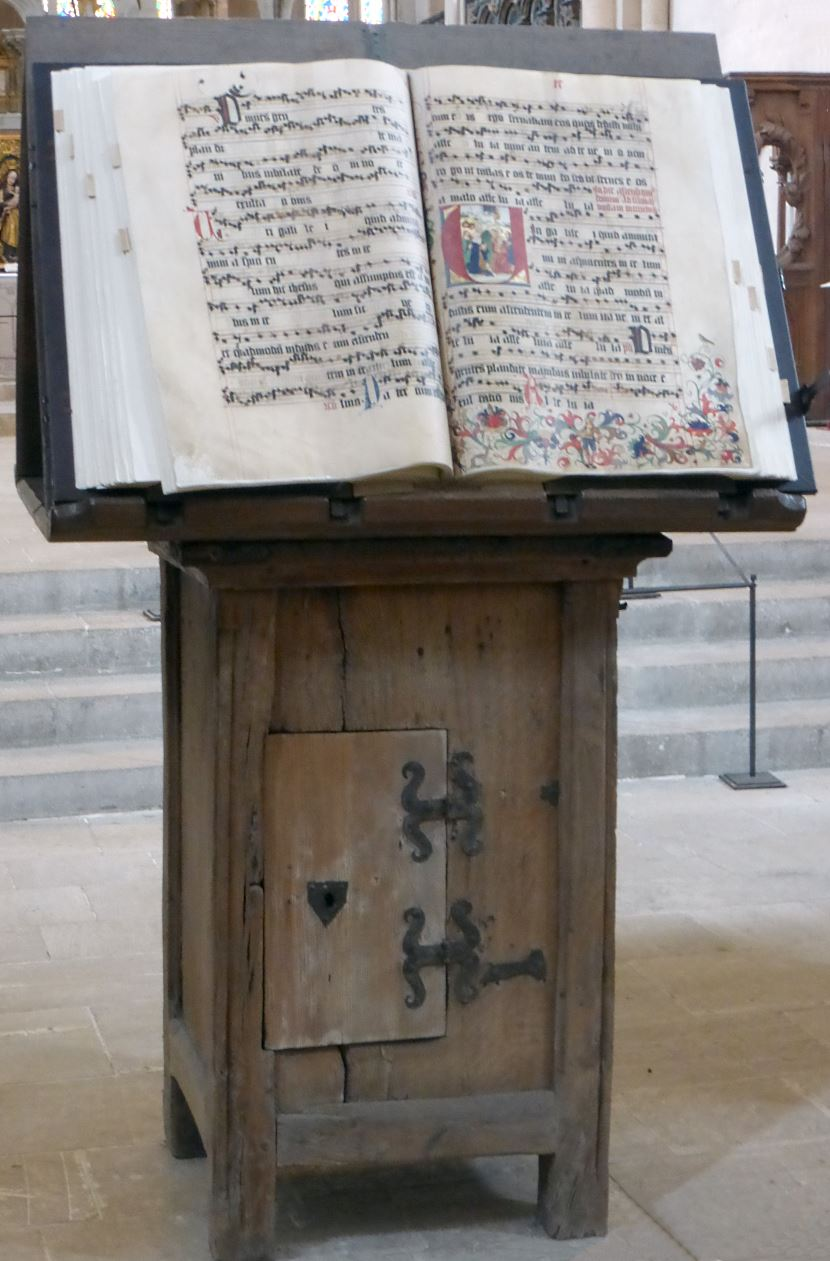
Lesepult mit Choralbuch im Naumburger Dom, aufgeschlagen sind die liturgischen Gesänge zum Fest Christi Himmelfahrt (Viri galilei)

Die Erfindung der Neumen brachte lediglich dem leitenden Kantor und dem lehrenden Musicus Erleichterung. Auch die Einführung von Notenlinien zum Erfassen exakter Tonhöhen erlöste die Sänger kaum von der Notwendigkeit, die Melodien auswendig zu lernen. Erst das Vom-Blatt-Singen aus einem groß geschriebenen, auch aus der Ferne lesbaren Choralbuch brachte im späten Mittelalter diesbezüglich eine deutliche Erleichterung. Ein Beispiel solcher Choralbücher sind etwa die Codices Cambrai.

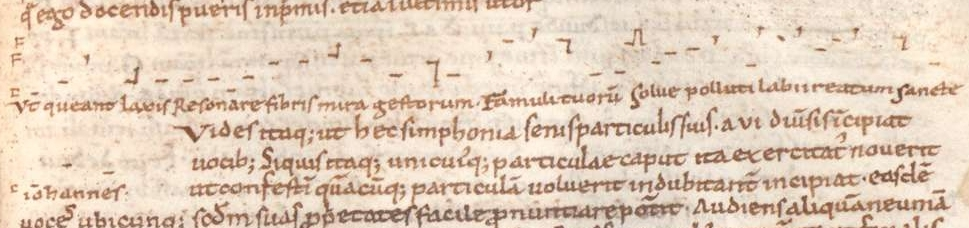
Erste Strophe des Johannes-Hymnus Ut queant laxis. Ausschnitt aus dem Brief Guidos von Arezzo an Michael, Mönch in Pomposa (um 1030–1032)

Bereits in der römischen Schola cantorum des 8. Jahrhunderts sangen Knaben. Ihre hohen Stimmen und die hohen Tenorstimmen von Männern galten als Abbild des Gesangs der Engel. Das bedeutete, dass schon Kinder, die häufig armen Verhältnissen entstammten, des Choralsingens wegen einer strengen Schulzucht unterlagen. Auch in späteren Jahrhunderten übernahmen oftmals Knaben (pueri) die sängerischen Aufgaben von Klerikern, die im Gegenzug für den Unterhalt der Knaben sorgten.
Guido von Arezzo schrieb in seinem Micrologus genaue Anweisungen, wie die Melodien zu erlernen und die Tonhöhen zu finden seien. Der von ihm herangezogene und in dem Brief Guidos an den Mönch Michael über einen unbekannten Gesang für die Gehörbildung empfohlene Johannes-Hymnus benennt programmatisch die Zielrichtung des Unterrichts:

„Heiliger Johannes, löse die Schuld von den befleckten Lippen deiner Schüler, damit sie die Wunder deiner Taten mit lockeren Stimmbändern zum Erklingen bringen können.“

Die Modi konnten auch von leseunkundigen Sängern, die die Melodien mündlich beigebracht bekamen, unterschieden werden, denn die Modi waren für sie erfahrbar durch auswendig gelernte Intonationsformeln oder Noenoeane-Formeln (melodiae, formulae, moduli, neumae regulares oder ähnlich genannt), die in den Klang des jeweiligen Modus einführten. Als Hilfe konnte der Lehrende auch seine Hand einsetzen.
Außer der lockeren Stimmführung wurde das Singen mit rundem, offenem Lippenstand (ore rotunda) angestrebt. Der Körper war zu strecken, der Kopf zu erheben und etwas nach hinten zu biegen. Die Oberarme blieben am Körper. Die Unterarme und Hände unterstützten mit Gebärden Textinhalt und Vortrag, den affectus. Deshalb wurde in der Schule nicht nur die Melodie vermittelt, sondern auch die Bedeutung des Textes erläutert. Trotz der Kenntnis dieser und ähnlicher Einzelheiten lässt sich der angestrebte Stimmklang nur erahnen.

## Regionale Varianten – Dialekte
Nach dem späten 9. Jahrhundert und dem frühen 10. Jahrhundert, in denen viele der im Abendland verbreiteten Quellen in weitgehender Übereinstimmung stehen, wurde der gregorianische Choral immer wieder dem jeweils vorherrschenden Geschmack angepasst. Etwa ab dem Jahr 1000 lassen sich in den Handschriften Melodieveränderungen nachweisen, die zu der Entwicklung mehr oder weniger stark ausgeprägter regionaler Dialekte führte. Ein Beispiel hierfür ist der im älteren Schrifttum so genannte germanische Choraldialekt, der in zahlreichen lothringischen (Metzer) und deutschen Handschriften (Trier, Mainz, Hildesheim, Klosterneuburg) auftaucht. Er ist in dem von Michael Hermesdorff herausgegebenen Graduale Trevirense (1863) sowie dem von Peter Wagner beschriebenen Graduale der Leipziger Thomaskirche dokumentiert und wird nachweislich seit 1333 bis zum heutigen Tag von den Kiedricher Chorbuben in Kiedrich im Rheingau gesungen.

## Choralreformen der monastischen Orden
Im späteren Mittelalter wurden manche Melodien als irregulär und verfälscht betrachtet und umgearbeitet. Die Zisterzienser haben dies aufgegriffen und zwischen 1134 und 1348 das Repertoire in einer umfänglichen Choralreform systematisch umgearbeitet. Auch die Dominikaner haben 1256 unter dem Ordensmeister Hubert de Romans einen großen Teil dieser überarbeiteten Stücke übernommen. Darüber hinaus entwickelten auch die Kartäuser und Prämonstratenser ein eigenes Brauchtum.

## Mittelalterliche Ergänzungen zum gregorianischen Gesang

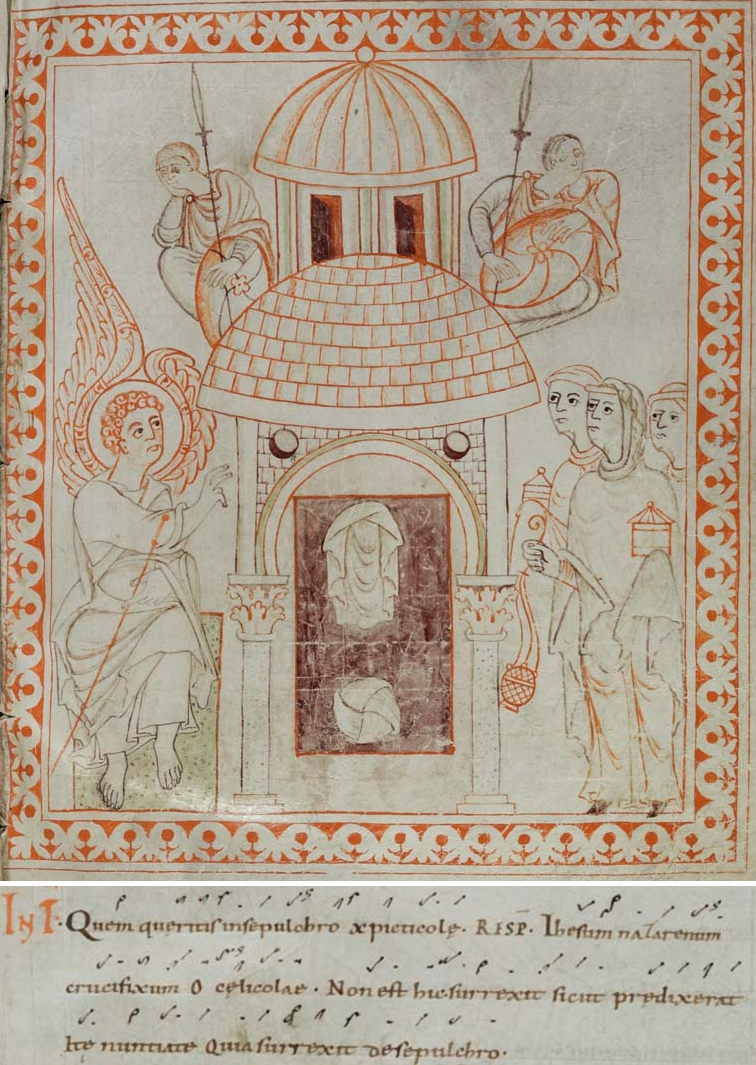
Quem-quaeritis-Tropus und bildliche Darstellung: die drei Frauen am leeren Grab Jesu im Dialog mit dem Engel; gezeichnet und geschrieben von Hartker (Cod. Sang. 391, um 990–1000)

Etwa in der Zeit der Karolinger hatte sich der gregorianische Choral bereits verfestigt; aber auch noch im Spätmittelalter, sogar noch bis ins 17. Jahrhundert hinein, sind Neukompositionen entstanden, die in das Repertoire eingingen.

### Tropen
In karolingischer Zeit entstanden zu den offiziell sanktionierten Gesängen verschiedene Arten von Ergänzungen und Modifikationen, die als Tropus bezeichnet werden. Dabei handelt es sich sowohl um Textierungen bestehender Melismen als auch um den Einschub oder das Anhängen neuer Melismen oder textierter Melodieabschnitte.

### Sequenzen
Mit der Textierung des Alleluja-Schlussmelismas (Jubilus) begann gegen 850 die Geschichte der Sequenz. Bis zum 12. Jahrhundert bildete sich die vom Alleluja unabhängige Reimsequenz heraus mit gereimten und rhythmisch angeglichenen Versen. Sie führte zu den groß angelegten Strophensequenzen. Strophensequenzen haben die Struktur mehrstrophiger, metrisch geordneter und gereimter Hymnen. In den Strophen gibt es verschiedene Melodien, die sich nicht wiederholen. Sie wurden im späten Mittelalter sehr beliebt, es sind etwa 5000 Strophensequenzen bekannt.
Neben einer Reglementierung der Figuralmusik gab das Konzil von Trient (1545–1563) auch Vorgaben für den gregorianischen Choral. So wurden von den Sequenzen des späten Mittelalters nur noch vier in der römischen Messliturgie zugelassen. 1727 wurde eine fünfte Sequenz eingeführt.

### Hymnen
Im Zusammenhang mit dem gregorianischen Gesang versteht man unter Hymnen Strophenlieder mit festem Metrum, Reim und wiederkehrender Melodie. Die Texte sind frei gedichtet – entstammen also nicht, wie die übrigen Stücke des gregorianischen Gesangs, der Bibel bzw. dem Psalter. Die Hymnen haben ihren liturgischen Platz im Offizium.
Während die Sequenzen eine Erfindung des 9. Jahrhunderts sind, gibt es Hymnen im liturgischen Gebrauch schon seit dem 3./4. Jahrhundert. Ihren Ursprung finden sie in der Dichtung und Musik der Antike, womit sie gewissermaßen einen Sonderfall in der christlich-liturgischen Musik darstellen, die sonst eine Abkehr von heidnischen antiken Traditionen und Gebräuchen suchte. Einer der berühmtesten älteren Hymnendichter war der Kirchenvater Ambrosius von Mailand. Der Hymnus ist ein besonderes Merkmal des ambrosianischen Gesangs. Der hl. Benedikt von Nursia kannte schon für jede Hore einen besonderen Hymnus.

## Gregorianischer Gesang und mittelalterliche Mehrstimmigkeit

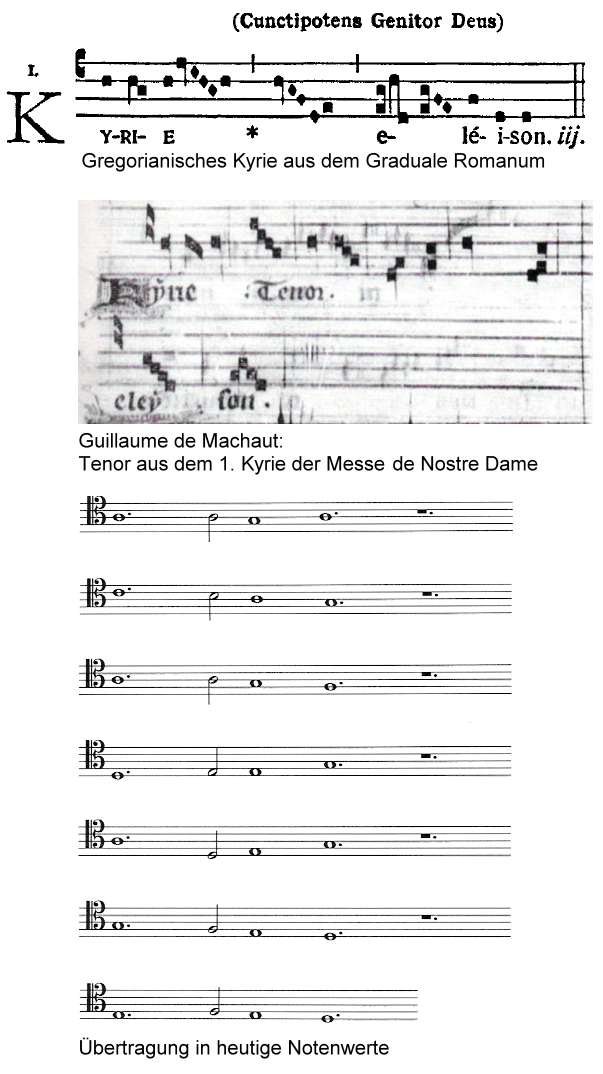
Ein gregorianisches Kyrie als isorhythmischer Tenor in Guillaume de Machauts Messe de Nostre Dame

Mittelalterliche Mehrstimmigkeit und gregorianischer Choral standen in einem gegenseitigen Wechselverhältnis. Einerseits war die Entwicklung der Mehrstimmigkeit zumindest bis ins 15. Jahrhundert hinein abhängig von den gregorianischen Melodien und deren liturgischer und theologischer Bedeutung, andererseits sorgte die Verbreitung der Mehrstimmigkeit dafür, dass das Interesse am einstimmigen liturgischen Gesang und die Kenntnisse über ihn immer mehr abnahmen.

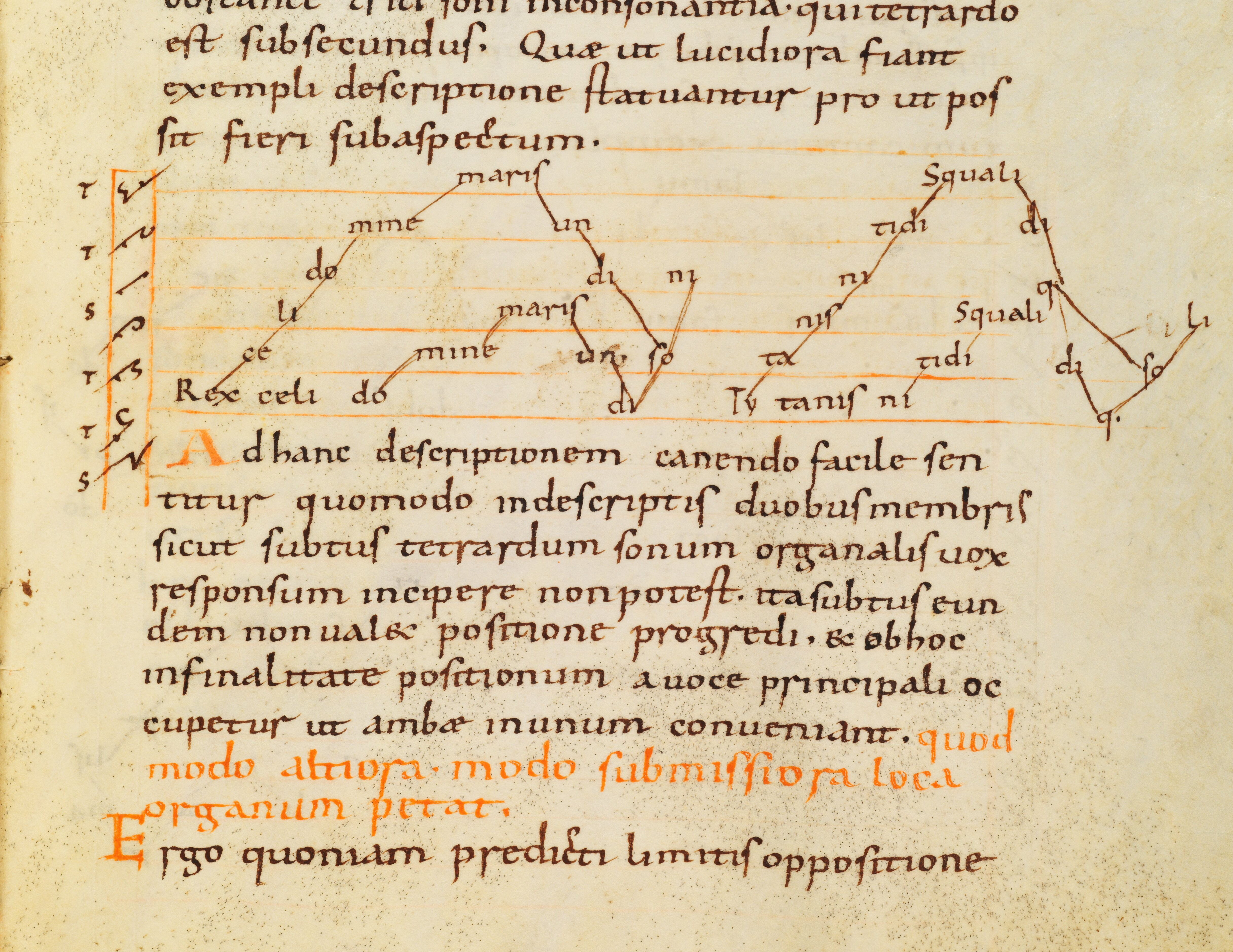
Zu Lehrzwecken notiertes Organum über die Sequenz Rex celi aus Musica enchiriadis

Die frühesten, schriftlichen Berichte über Mehrstimmigkeit im Gottesdienst der Klöster und Kathedralen betreffen improvisierte Zweitstimmen zu gregorianischen Melodien. Erstmals theoretisch erfasst und graphisch dargestellt wurde die Mehrstimmigkeit in Form des Organums in der Musica enchiriadis noch vor 900 n. Chr.
Größere Bedeutung erlangte die Mehrstimmigkeit auf der Grundlage von Abschnitten der gregorianischen Melodien, die als Cantus firmus dienten, in der St. Martial-Schule und in der Notre-Dame-Schule. Die ersten namentlich berühmten Komponisten geistlicher Mehrstimmigkeit waren Leonin („optimus organista“) und Pérotin („optimus discantor“). Sie wirkten im späten 12. und frühen 13. Jahrhundert in der Kathedrale von Notre-Dame in Paris.
Die Musik seit der Zeit der Notre-Dame-Schule wurde ab etwa 1320 abwertend als Ars antiqua bezeichnet, die eigene Kunst des Komponierens dagegen als Ars nova. Die Komponisten der Ars nova wie Guillaume de Machaut nutzten zwar den gregorianischen Choral, indem sie zum Beispiel einen Abschnitt einer gregorianischen Melodie als Cantus firmus in isorhythmische Teile zerlegten und damit ihrer Komposition ein Gerüst gaben, entfernten sich dabei aber gänzlich vom ursprünglichen, spirituellen Charakter des gregorianischen Chorals.
Die Neuartigkeit der mehrstimmigen Kompositionstechniken stieß lange Zeit auf den Widerstand der Kirche. So kritisierte Papst Johannes XXII. den neuen Stil in einer Bulle von 1325 und verlangte unter Androhung von Kirchenstrafen die Wiederherstellung des einstimmigen Gesanges. Dem Papst zufolge sollten aus theologischen Gründen in der bisweilen zugelassenen mehrstimmigen Kirchenmusik gregorianische Melodien den Gang der Komposition bestimmen. Derlei Restriktionen konnten dem Siegeszug der Mehrstimmigkeit auch in der Kirchenmusik auf Dauer keinen Einhalt gebieten.

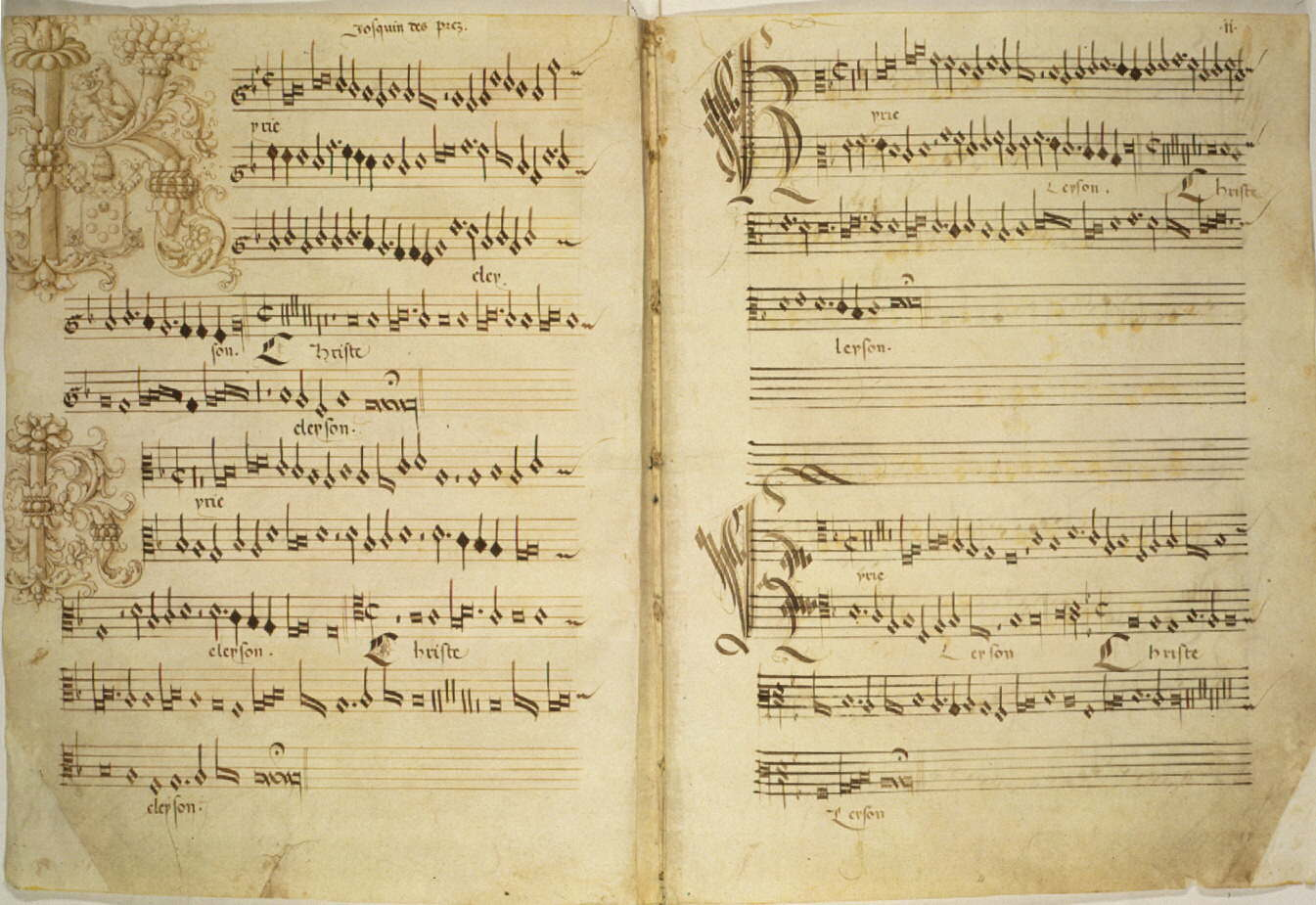
Josquin des Prez: Missa de Beata Virgine. Das gregorianische Kyrie zum Fest Beata Maria Virgine wird in allen vier Stimmen durchimitiert und paraphrasiert.

Die Cantus-firmus-Technik auf der Grundlage gregorianischer Melodien oder Melodieabschnitte erfuhr ihren Höhepunkt im 15. Jahrhundert. Allerdings wurden vermehrt auch andere Melodien als Cantus firmi verwendet. Dadurch wurde die Abhängigkeit der Mehrstimmigkeit vom gregorianischen Choral geringer. Andererseits konnte eine gregorianische Melodie in durchimitierenden Satztechniken die Motivik aller Stimmen erfassen, wie im Kyrie der Missa da Beata Virgine, einem Spätwerk von Josquin des Prez aus dem ersten Viertel des 16. Jahrhunderts. Doch gegen Ende des 16. Jahrhunderts verlor sich die Bedeutung der gregorianischen Melodien als Kompositionsmaterial. Das gelegentliche Zitieren und Verarbeiten gregorianischer Motive und Melodien war ab da kaum mehr liturgisch bestimmt und hatte eher den Wert eines archaischen Symbols.
Die Verschriftung und die Verwendung des gregorianischen Gesangs in der Mehrstimmigkeit vom 9. bis zum 15. Jahrhundert hatten sich auf die Vortragsweise und auf die liturgische Bedeutung des gregorianischen Gesanges negativ ausgewirkt. Er wurde vom lebendig vorgetragenen Gotteswort sukzessive zu einem äqualistisch vorgetragenen Cantus planus, der durch den Vortrag in den die Obertöne verstärkenden gotischen Kathedralen die Entwicklung der Mehrstimmigkeit förderte. So schreibt Godehard Joppich:

„Das Vertrauen auf die Schrift führte zur Vernachlässigung des Erinnerns. Das Bedürfnis, die über lange Zeit mündlich tradierten Melodien aufzuschreiben, drängte überraschenderweise in ganz Europa fast gleichzeitig zur Bildung verschiedener Notationen. Es scheint von der Sorge ausgelöst, die Vielzahl der Melodien und alle ihre Vortragsnuancen nicht länger fehlerfrei im Gedächtnis behalten zu können.“

## Neuzeit

### Restitution des gregorianischen Chorals
Das Konzil von Trient gab im 16. Jahrhundert den Anstoß, die überlieferten Choralmelodien völlig zu überarbeiten, was 1614/15 schließlich zum Druck der Editio Medicaea führte. Sie ist in der Quadratnotation ausgeführt und im Wesentlichen von den italienischen Komponisten Felice Anerio und Francesco Soriano erarbeitet worden, da die Arbeitsergebnisse von Giovanni Pierluigi da Palestrina verloren gingen. Diese Ausgabe wird wegen der unzähligen Verfremdungen und Verfälschungen heutigen Ansprüchen jedoch in keiner Weise gerecht. Noch 1870 erteilte Pius IX. die päpstliche Druckerlaubnis für die Neuausgabe dieser Medicaea an den Verlag Friedrich Pustet in Regensburg.
Erst durch das Studium der über 30.000 überlieferten Handschriften seit dem 19. Jahrhundert können die Stücke heute relativ zuverlässig rekonstruiert werden. Im deutschen Sprachraum waren dazu die wissenschaftlichen Choralforschungen Michael Hermesdorffs, Raymund Schlechts, Anselm Schubigers und Peter Wagners Richtung gebend.

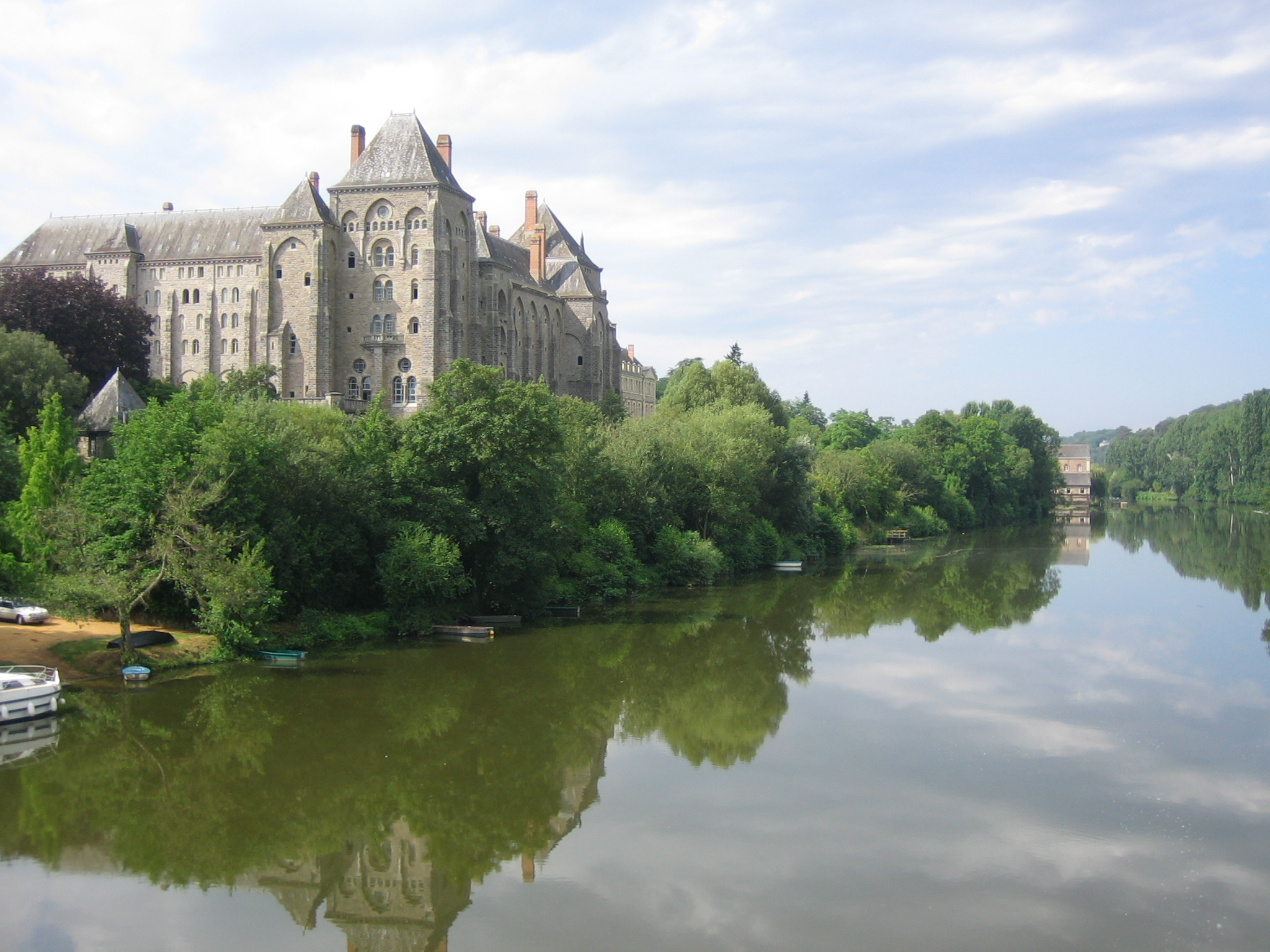
Die Abtei St. Pierre in Solesmes

In Frankreich leisteten vor allem Dom Paul Jausions und Dom Joseph Pothier aus der Abbaye Saint-Pierre de Solesmes Pionierarbeit. In Solesmes wurden 1883 erst der Liber Gradualis von Dom Joseph Pothier und 1889 die Paléographie musicale mit dem Codex Sangallensis 359 sowie 1896 der erste Liber Usualis von Dom André Mocquereau herausgegeben.
Die ersten Ergebnisse dieser Restitution wurden 1905, ermächtigt durch das 1903 veröffentlichte Motu Proprio Tra le sollecitudini von Papst Pius X., in Form der Editio Vaticana veröffentlicht, die durch die 1904 gegründete Kommission zur Vorbereitung der Ausgabe unter der Leitung von Dom Joseph Pothier ediert wurde. 1908 erschien dann das Graduale und 1912 das Antiphonale der Editio Vaticana im Vatikan. Zwischenzeitlich wurde 1910 im Vatikan das Päpstliche Institut für Kirchenmusik (Pontificio Istituto di Musica Sacra) gegründet. 1934 wurde in Solesmes das Antiphonale monasticum herausgegeben, das vor allem das Repertoire für das Stundengebet in Klöstern enthält.
Eine besondere Breitenwirkung erreichte durch die Liturgische Bewegung auch das „Volks-Choralamt“. Im Rahmen der Entwicklung der Gemeinschaftsmesse wurde es in der kirchlichen Jugendbewegung und zunehmend auch in den Pfarrgemeinden im sonntäglichen Hochamt gepflegt. 1932 brachten die Benediktiner der Erzabtei Beuron ein 76-seitiges „Kyriale für das Volk: als Anhang zu den Meßbüchern von Anselm Schott“ mit 12 der 17 Messordinarien heraus, das mehrere hohe Auflagen erlebte. Ab Mitte der 1930er-Jahre wurde es auch in den Schott-Volksmessbüchern am Ende abgedruckt. Seit Ende der 1920er-Jahre bemühte sich der Benediktiner Gregor Schwake aus der Abtei Gerleve, den Gregorianischen Choral durch Gründung von Choralscholen in Kirchengemeinden zu verankern. Dazu führte er „Volkschoralwochen“ ein. Später wurde er von der Gestapo festgenommen und im Priesterblock des KZ Dachau interniert.

### Gregorianischer Choral in der Zeit des Nationalsozialismus
In der Zeit des Nationalsozialismus wurde der Gregorianische Choral auch unter dem Gesichtspunkt „kultureller Hegemonie“ und auf dem Hintergrund einer nationalsozialistischen Rassentheorie erforscht. Pseudowissenschaftliche Autoren wie Richard Eichenauer haben dem Gregorianischen Choral eine „deutsche Wesensart“ attestiert. Um die jüdischen Ursprünge zu relativieren, dichtete er dem Gregorianischen Choral eine auf Behauptungen fußende „orientalische Herkunft“ an.

„In welche Umwelt passt denn nun wohl die weltabgewandte, in sich versunkene, verhangene Fernen suchende Gesangsart, die wir uns als Mutter des synagogalen Gesangs zu denken haben? Mir stieg bei stark empfundenen gregorianischen Melodien immer wieder dasselbe Bild vor dem inneren Auge auf: man meint am Rande der Wüste zu stehen und den aus grenzenlosen Weiten heranschweifenden Ruf des Nomaden zu vernehmen, den Ruf einer Seele, die auch im jauchzenden Aufschwung einen naturhaft klagenden Unterton suchender Einsamkeit nicht abstreift und ins Wesenlose hinein ihre Töne wieder verklingen lässt. Die Wüste aber ist die arteigene Umwelt der orientalischen Rasse. Könnte nicht also der Gesang der Synagoge und der ersten Christen aus der orientalischen Rassenseele emporgestiegen sein?“

Karl Gustav Fellerer schrieb 1941 nach dem Frankreichfeldzug, dass der Gregorianische Choral deutsch sein müsse, aber auf dem Gebiet von Frankreich entstanden sei, weshalb Frankreich eigentlich zu Deutschland gehören müsse. Innerhalb des SS-Ahnenerbes wurde der Gregorianische Choral auf Geheiß von Heinrich Himmler erforscht.

### Begründung der Gregorianischen Semiologie
Das Studium der alten Handschriften bildet auch die Grundlage der Mitte des 20. Jahrhunderts von Eugène Cardine begründeten und im deutschen Sprachraum besonders von Johannes Berchmans Göschl und Godehard Joppich praktisch erprobten gregorianischen Semiologie. Sie geht bis auf die ursprünglichen Quellen zurück, wie zum Beispiel auf das vollständig erhaltene Cantatorium aus dem Codex Sangallensis 359 aus der ersten Hälfte des 10. Jahrhunderts.
Zunächst gab es Schwierigkeiten, den gregorianischen Gesang rhythmisch zu deuten, da die Quellen noch nicht umfassend genug erforscht waren. Anfangs gab es die sogenannten Mensuralisten, die den Neumen proportionale Tondauern in natürlichen Zahlenverhältnissen zuordneten, und die sogenannten Äqualisten, die von einem völligen zeitlichen Gleichmaß der einzelnen Töne ausgingen. Inzwischen hat sich gezeigt, dass die rhythmische und artikulatorische Differenzierung der Neumen wesentlich vielfältiger ist, was letztlich nur durch das Studium der alten Handschriften erschlossen werden kann. Daher sind im Graduel neumé von 1966 und im 1979 erschienenen Graduale Triplex neben den Neumen in der Quadratnotation auch vorhandene Handschriften aus den Kodizes aus Laon sowie Einsiedeln oder St. Gallen aufgeführt.
1975 wurde die international tätige Vereinigung Associazione Internazionale Studi di Canti Gregoriano (AISCGre) zur Erforschung und Verbreitung des gregorianischen Chorals in Rom gegründet; seit 1979 hat sie ihren Sitz in Cremona. Eine wichtige Aufgabe der AISCGre besteht darin, gregorianische Forschung und Praxis in Form der gregorianischen Semiologie zu verbinden und zu verbreiten. Ein großes Projekt ist die Melodierestitution, die seit 1977 erfolgt. Die deutschsprachige Sektion gibt seit 1985 als Mitgliedsorgan die Beiträge zur Gregorianik heraus; hier werden die Forschungsergebnisse der Restitutionsarbeit seit 1996 veröffentlicht. 2011 wurde das Graduale Novum herausgegeben, das die bisherige Arbeit zusammenfasst und alle Stücke der Sonn- und Festtage enthält. Wie beim Graduale Neumé und beim Graduale Triplex sind auch hier neben der Quadratnotation die adiastematischen Neumen der verwendeten Kodizes aufgeführt.
Um die Feinheiten der Neumen auch im Notenlinienbild besser darstellen zu können, wird das Notenbild seit den 1980er-Jahren entsprechend der Neographie dargestellt.

### Gregorianischer Gesang in anderen Sprachen
Der gregorianische Gesang hat auch die Entstehung und Entwicklung der Kirchenmusik in anderen Sprachen beeinflusst. Seit dem Hochmittelalter gibt es zum Beispiel in Deutschland einzelne Stücke, die vom Lateinischen ins Deutsche übertragen wurden und sich zum Teil noch in den kirchlichen Gesangbüchern (katholisch und evangelisch) befinden. Zugleich entstanden Neukompositionen an sogenannten Leisen und Kirchenliedern, die sich melodisch eng an ältere Stücke des gregorianischen Gesangs anschließen. Bekannte Beispiele für solche Kontrafakturen sind der Introitus vom vierten Advent Rorate und das Kirchenlied O Heiland, reiß die Himmel auf, die Ostersequenz Victimae paschali laudes und das Kirchenlied Christ ist erstanden (Gotteslob 318, Evangelisches Gesangbuch 99) oder der Introitus von Weihnachten Puer natus est und das Kirchenlied Lobt Gott, ihr Christen alle gleich von Nikolaus Herman aus dem 16. Jahrhundert (Gotteslob 247, Evangelisches Gesangbuch 27). In der Reformationszeit bemühten sich dann mehrere Reformatoren, unter anderen Thomas Müntzer in seinem Deutschen Kirchen-Amt (1524) und Martin Luther in seiner Deutschen Evangelischen Messe (1526) um teilweise freie, zum Teil aber auch sehr eng an den lateinischen Vorlagen bleibende Übertragungen.
Als unproblematisch und vertretbar werden solche Versuche, den gregorianischen Choral in anderen Sprachen zu singen, heute allgemein lediglich für die Rezitation der Lesungen und Gebete, für die Hymnen und eventuell auch die Psalmodie betrachtet. Die Übertragung der kunstvolleren Stücke wie der Antiphonen, Responsorien oder Messgesänge wird heute dagegen von Fachleuten kritisch betrachtet, jedoch im Stundengebet nach dem Römischen Stundenbuch anhand der Ausgaben des Münsterschwarzacher Antiphonales praktiziert. Darüber hinaus wird deutschsprachiger gregorianischer Gesang heute sowohl in der katholischen als auch der evangelischen Kirche gepflegt, zum Teil sogar von besonderen Vereinigungen wie der Michaelsbruderschaft oder der Kirchlichen Arbeit Alpirsbach. Deutsche Psalmen, Hymnen und ganze Tagzeiten sind auch in den Gesangbüchern abgedruckt.

### Gegenwärtige kirchliche Praxis

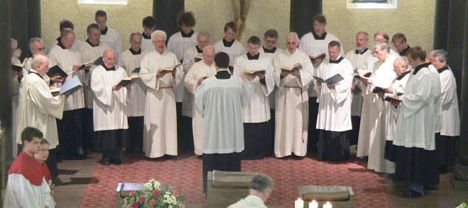
Choralschola beim Singen des gregorianischen Chorals bei einer Messfeier

Das Zweite Vatikanische Konzil empfahl den gregorianischen Choral zwar sehr deutlich, doch wurde er im Zuge der Liturgiereform mehr und mehr durch volkssprachliche Gemeindegesänge ersetzt. Der gregorianische Gesang erklingt nur noch in wenigen Kirchen, und auch dort meist vereinzelt in der Liturgie. Regelmäßige Messfeiern mit gregorianischem Gesang sind vorwiegend in Klöstern zu finden. Insbesondere die Benediktiner und Zisterzienser pflegen bis heute diese Musik. Dennoch gründen sich, beflügelt durch die neueren Forschungsergebnisse der gregorianischen Semiologie, in den letzten Jahrzehnten immer wieder neue Choralscholen, die diesen Gesang pflegen.
Der Erforschung und Verbreitung des gregorianischen Chorals widmet sich die Internationale Gesellschaft für Studien des Gregorianischen Gesangs (AISCGre).
Die in der Liturgie des römischen Ritus verwendeten lateinischen Gesänge finden sich in verschiedenen Choralbüchern: dem Graduale Romanum (in der 2011 erschienenen Fassung als Graduale Novum wie auch in den älteren Graduale Simplex und im Graduale Triplex) oder dem Liber Hymnarius. Darin wurden, vor allem infolge der vom Zweiten Vatikanischen Konzil gewünschten veränderten Leseordnung in der heiligen Messe, die Gesänge teilweise den Tagen des liturgischen Jahres neu zugeordnet.
Das 2013 erschienene Gebet- und Gesangbuch Gotteslob enthält an gregorianischen Gesängen u. a. drei Reihen von Ordinariumsgesängen (Nr. 108–120) und ein Credo (Nr. 122) den Hymnus Veni creator spiritus (Nr. 341) die Ostersequenz Victimae paschali laudes (Nr. 320) und die Pfingstsequenz Veni Sancte Spiritus (Nr. 343). Wie bereits im vorangegangenen Gotteslob von 1975 erscheinen die Melodien im heute üblichen Notensystem mit fünf Linien, wodurch die Tonhöhen eindeutig angegeben werden, während die Rhythmik missverständlich dargestellt ist.
Ältere Sammlungen wie der Liber Usualis bieten – auch wenn sie nicht mehr den aktuellen Stand der Liturgie und nicht immer authentische Melodien aufweisen – dennoch eine Quelle für den gregorianischen Gesang. Auch gehen viele moderne liturgische Gesänge auf die gregorianische Tradition zurück (Kyrie eleison, Halleluja, gesungene Amen, Präfationen etc.).

### Gregorianischer Gesang in den Kirchen der Reformation
Eines der wesentlichen Anliegen der Reformation war die Feier des Gottesdienstes in der Volkssprache. So kam es schon ab den frühen 1520er-Jahren zu ersten Ausgaben liturgischer Bücher, in denen die mehr oder weniger originalen gregorianischen Melodien mit deutschen Texten unterlegt wurden (unter anderem die sogenannten Deutschen Messen). Am bekanntesten sind die 1525 erschienenen und bis zum Ende des Jahrhunderts mehrfach nachgedruckten liturgischen Schriften Thomas Müntzers, die insgesamt 15 Stundengebete und fünf Messen für das gesamte Kirchenjahr enthielten. Martin Luther stand diesen Versuchen skeptisch bis deutlich ablehnend gegenüber, so zum Beispiel im Vorwort zu seiner „Deutschen Messe“ von 1526. Er selbst favorisierte deshalb entweder die Neukomposition von liturgischen Gesängen oder die Verwendung des volkssprachlichen Kirchenliedes, was sich schließlich durchsetzte. Nichtsdestoweniger befürwortete Luther die Beibehaltung des lateinischen gregorianischen Chorals an den Lateinschulen, Gymnasien und Universitäten, der deshalb dort bis ins 18. Jahrhundert durchaus üblich war.
Im Gefolge der sogenannten Liturgischen Bewegung kam es in den evangelischen Kirchen, etwas verzögert gegenüber der römisch-katholischen Kirche, ab den 1920er-Jahren ebenfalls zu einer Wiederentdeckung des Gregorianischen Gesangs. So wurden in der Berneuchener Bewegung und der ihr nahestehenden Evangelischen Michaelsbruderschaft oder der Kirchlichen Arbeit Alpirsbach und in zahlreichen evangelischen Kommunitäten liturgische Bücher mit originalem, restituiertem, neu komponiertem oder nachempfundenem Gregorianischen Gesang veröffentlicht und eingeführt. Auch in den offiziellen Agenden und Gesangbüchern vieler deutscher Landeskirchen finden sich heute zum Beispiel für die Tagzeitengebete gregorianische Gesänge.

### Zitate aus dem 20. und 21.Jahrhundert zum Stellenwert des gregorianischen Chorals
„Eine Kirchenkomposition ist um so mehr kirchlich und liturgisch, je mehr sie sich in ihrer Anlage, ihrem Geist und ihrer Stimmung dem gregorianischen Gesang nähert; umgekehrt ist sie umso weniger des Gotteshauses würdig, als sie sich von diesem Vorbilde entfernt. Der altüberlieferte gregorianische Choral soll daher in reichem Ausmaß bei den gottesdienstlichen Funktionen wieder verwendet werden. Alle mögen davon überzeugt sein, daß der Gottesdienst nichts an Glanz verliert, auch wenn er nur von dieser Musikart begleitet ist. Namentlich sorge man dafür, daß der gregorianische Gesang beim Volke wieder eingeführt werde, damit die Gläubigen an der Feier des Gotteslobes und der heiligen Geheimnisse wieder lebendigeren Anteil nehmen, so wie es früher der Fall war.“

„Nur wer für die Juden schreit, darf auch gregorianisch singen.“

„Die Kirchenmusik muss in höchstem Maße die besonderen Eigenschaften der Liturgie besitzen, nämlich die Heiligkeit und die Güte der Form; daraus erwächst von selbst ein weiteres Merkmal, die Allgemeinheit. Diese Eigenschaften finden sich in höchstem Maße im gregorianischen Choral, besitzt in vorzüglichem Maße auch die klassische Polyphonie. Eine Kirchenkomposition ist um so heiliger und liturgischer, je mehr sie sich in Verlauf, Eingebung und Geschmack der gregorianischen Melodik nähert; und sie ist um so weniger des Gotteshauses würdig, als sie sich von diesem höchsten Vorbild entfernt.“

„Die Kirche betrachtet den gregorianischen Choral als den der römischen Liturgie eigenen Gesang; demgemäß soll er in ihren liturgischen Handlungen, wenn im übrigen die gleichen Voraussetzungen gegeben sind, den ersten Platz einnehmen.“

„Außerdem achte man darauf, dass in den Ausgaben für das Volk wenigstens einige lateinische Texte erhalten bleiben, besonders aus dem unvergleichlichen Schatz des gregorianischen Chorals, den die Kirche als den der römischen Liturgie eigenen Gesang betrachtet und der darum, gleiche Bedingungen vorausgesetzt, in den liturgischen Handlungen den ersten Platz einnehmen soll. Denn dieser Gesang trägt in höchstem Maße dazu bei, den menschlichen Geist zum Übernatürlichen zu erheben.“

„Der gregorianische Gesang ist darum bis heute ein Element der Einheit in der römischen Liturgie.“

„Schließlich möchte ich, obwohl ich die verschiedenen Orientierungen und die sehr lobenswerten unterschiedlichen Traditionen berücksichtige, dass entsprechend der Bitte der Synodenväter der gregorianische Choral angemessen zur Geltung gebracht wird, da dies der eigentliche Gesang der römischen Liturgie ist.“

„Ganz allgemein bitte ich darum, dass die zukünftigen Priester von der Seminarzeit an darauf vorbereitet werden, die heilige Messe in Latein zu verstehen und zu zelebrieren sowie lateinische Texte zu nutzen und den gregorianischen Choral zu verwenden. Man sollte nicht die Möglichkeit außer Acht lassen, dass auch die Gläubigen angeleitet werden, die allgemeinsten Gebete in Latein zu kennen und gewisse Teile der Liturgie im gregorianischen Stil zu singen.“

## Verwendung des gregorianischen Chorals außerhalb des liturgischen Kontexts
Der gregorianische Choral, der gelegentlich als die „Wiege der abendländischen Kunstmusik“ bezeichnet wird, hat zu allen Zeiten Komponisten zu Zitaten und zur Verwendung in anderen musikalischen Formen angeregt. Prominentes Beispiel dafür ist das Dies irae, das zu den wohl meistzitierten Themen der Musikgeschichte gehört.
Im CD-Zeitalter gelang zwei Alben mit gregorianischem Gesang ein solch kommerzieller Erfolg, dass sie es zum Erstaunen der Fachwelt jeweils in allgemeine Musik-Charts schafften: 1994 erreichten die Benediktinermönche des spanischen Klosters Santo Domingo de Silos mit der CD Chant Platz 3 der Billboard Hot 100 und lieferten damit das bislang bestverkaufte derartige Album ab. Im Mai 2008 brachte die Schola des Stiftes Heiligenkreuz das Album Chant – Music for Paradise auf den Markt. Die CD erlangte nicht nur Platz 1 der österreichischen Album-Charts, sondern wurde auch zu einem internationalen Erfolg, besonders in Deutschland und Großbritannien. Im Jahr 2010 erschien eine CD des Percussionisten Martin Grubinger mit dem Titel Drums ’n’ Chant. Er kombiniert dabei Choralgesänge (gesungen von der Schola der Abtei Münsterschwarzach) mit Schlag- und Effektinstrumenten.
Neben derartigen Überraschungserfolgen von Aufnahmen in der Tradition ernsthafter liturgischer Verwendung des gregorianischen Chorals finden sich auf dem Popmusik-Markt seit den 1990er-Jahren auch vermehrt Musikprojekte des Gregorianik-Pop wie Enigma oder Gregorian, in denen gregorianischer Gesang mit einer popmusikalischen Hintergrundmusik unterlegt und somit zu rein säkularer Chill-Out-Musik umgedeutet wird.